# Lewon Ananjan

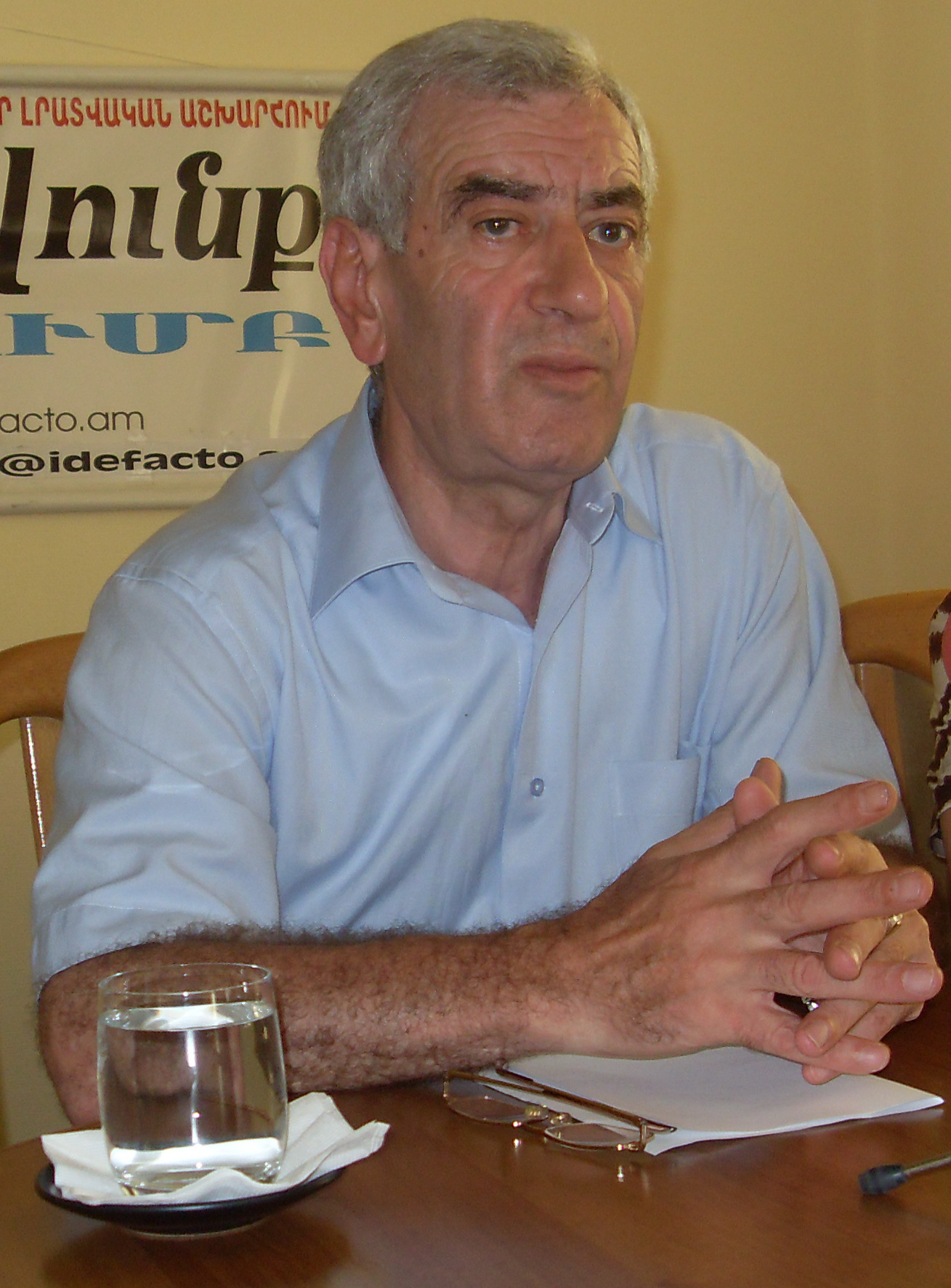
Lewon Ananjan

Lewon Ananjan (armenisch Լևոն Զաքարի Անանյան; * 13. Oktober 1946 im Dorf Kochb, Provinz Tawusch, Armenische Sozialistische Sowjetrepublik; † 2. September 2013 in Jerewan, Republik Armenien) war ein armenischer Journalist und Übersetzer.

## Biographie
Ananjan absolvierte die philologische Fakultät der Staatlichen Universität Jerewan. Er arbeitete 25 Jahre lang als Journalist für das monatlich erschienene Literatur- und Publizistikmagazin „Garun“. Von 1990 bis 2001 war er Chefredakteur dieser Zeitschrift.
1974 wurde er Mitglied des Schriftstellerverbandes Armeniens. Ab 1989 gehörte er dem Journalistenverband des Landes.
Im Jahr 2001 wurde Ananjan zum Präsidenten des Schriftstellerverbandes Armeniens gewählt. 2009 wurde er wiedergewählt. Bis zu seinem Tod 2013 lehrte er an der Staatlichen Universität Jerewan.
Ananjan verfasste viele Artikel zu sozialen und politischen Themen. Er übersetzte und veröffentlichte außerdem russisch- und englischsprachige Bücher ins Armenische. Er ist zudem Gründer des „Apollo“ Verlags.